# Jönköpings BK
Jönköpings BK är en fotbollsklubb i centrala Jönköping, grundad 1931. Laget spelar vanligtvis sina hemmamatcher på Junebäcksvallen. 
Jönköpings BK, eller JBK som de också kallas, spelar 2025 i Division 4. Jönköping BK:s bästa resultat i ligaspelet kom 2022 när de slutade fyra i Division 3 mellersta Götaland.
Jönköpings BK är medlem i Smålands Fotbollsförbund. 2023 nådde klubben fram till final i distriktsmästerskapet, men där blev de besegrade av lokalrivalerna Haga.
Före detta Kalmar FF-spelaren och nuvarande Randers-spelaren Noah Shamoun har spelat i Jönköpings BK. 
Jönköpings BK har kvalificerat sig till Svenska Cupen två gånger. Bästa resultatet kom 2022/2023, när de kvalificerade sig till andra omgången efter en 5-1-seger mot Hemgårdarna. I andra omgången blev de utslagna av klassikerklubben Örgryte med 0-2. 

## Historia
Jönköpings BK bildades 1931 omkring västra Torget. Till en början gick föreningen under namnet Bollklubben 31, eller BK 31. I samband med att man 1934 inträdde i Riksidrottsförbundet var man tvungna att byta namn, då siffror ej tilläts i föreningsnamn på den tiden. 
Föreningens verksamhet har under åren omfattat Bandy, Bordtennis, Bowling, Fotboll och Handboll. Därutöver var föreningen först i Småland med att starta en sektion för ishockey, 1939. Tilläggas skall dock att det aldrig blev några matcher spelade, sektionen la ned och det var först 1944 när Smålands ishockeyförbund startade, som den sporten tog fart. Idag bedriver föreningen enbart idrottslig verksamhet inom Fotboll. 
Junevallen var JBK's första hemmaplan för fotboll. Den byggdes av medlemmarna själva och tog tre år att färdigställa. Den var placerad där Bäckadalsgymnasiet idag har sin södra parkering. När Fläktfabriken skulle bygga ut fick JBK flytta på sig till Junebäcksvallen, där man än idag spelar sina hemmamatcher i fotboll. 
2021 fyllde föreningen 90 år och det jubilerades med att föreningens fotbollslag lyckades vinna sin division 4-serie och gå upp i division 3. 

## Profiler
- Noah Shamoun
- Kristofer Snarberg